# Кале (Ращани)
Вижте пояснителната страница за други значения на Кале.
Кале (на македонска литературна норма: Кале) е антична средновековна крепост над битолското село Ращани, Северна Македония.

## Местоположение
Калето е разположено северозападно в периферията на Битоля на две заравнени плата с повърхност 500 х 190 m. Има отлично стратегическо местоположение като доминира над река Драгор и западния край на Битолското поле.

## Останки
На рида в края на античността е построена голяма отбранителен насип за временен престой на войска. В X - XII век в рамките на насипа е изградена църква. Според някои архелози това е мястото на средновековния град Битоля, но според Иван Микулчич това не е така поради липсата на вода и условия за живот и той го определя в акропола на античната Хераклея Линкестис. Срещат се фрагменти от градежен материал (речен и кършен камък, варов хоросан, тухли и имбрекси), както и фрагменти от керамични съдове.